# Pronóstico (medicina)
En medicina, el pronóstico, generalmente de una enfermedad, es el conjunto de datos que posee la ciencia médica sobre la probabilidad de que ocurran determinadas situaciones en el transcurso del tiempo o historia natural de la enfermedad. Es la predicción de los sucesos que ocurrirán en el desarrollo de una enfermedad en términos estadísticos. Es un tipo de juicio clínico.

## Características
Este conjunto de datos se obtienen de los múltiples estudios clínicos realizados sobre una enfermedad en concreto, generalmente series de casos. En estos estudios se obtienen unas variables llamadas factores pronóstico que el médico debe averiguar en un individuo en particular a través de la sintomatología y de las pruebas diagnósticas realizadas. Según estos factores pronóstico se establece un tipo de tratamiento.
Un pronóstico se puede expresar de una forma cualitativa o cuantitativa. Con respecto a la primera son comunes los términos "buen, mal pronóstico o intermedio", o "leve, moderado o grave". El término "pronóstico reservado" es un "pronóstico incierto" o desconocido.
Con respecto a la forma cuantitativa de expresar el pronóstico, se utilizan a menudo porcentajes y tasas de supervivencia o mortalidad.
Un tema controvertido en España es la información del pronóstico a un enfermo, sobre todo cuando este se asocia a un mal pronóstico con una tasa baja de supervivencia a los cinco años, como puede ser el cáncer. Según La Ley General de Sanidad Archivado el 3 de agosto de 2004 en Wayback Machine. en su artículo 10, el paciente tiene derecho a la información del diagnóstico, pronóstico y tratamiento de su enfermedad (consentimiento informado). La forma de cómo se facilite esta información es crucial para una adecuada relación médico-paciente y paciente-enfermedad.